# 에르빈 네어
에르빈 네어(독일어: Erwin Neher, /ˈneɪər/;, 독일어: [ˈneːɐ], 1944년 3월 20일 ~ )는 독일의 생물학자이다. 1991년에 세포의 단일이온채널의 기능을 발견한 공로로 베르트 자크만과 함께 노벨 생리학·의학상을 수상했다.

## 생애
바이에른주 란츠베르크암레흐에서 태어나 1963년부터 1966년까지 뮌헨 공과대학교에서 물리학을 전공하였다. 1966년에는 풀브라이트 장학금을 받아 미국 위스콘신 대학교 매디슨에서 1년간 공부하였으며 생물물리학 석사학위를 받았다. 1986년, 컬럼비아 대학교로부터 베르트 자크만과 함께 루이자 그로스 호르위츠상을 받았으며, 1987년에는 독일 연구협회로부터 고트프리트 빌헬름 라이프니츠상을 받았다. 1991년에는 베르트 자크만과 함께 세포의 단일이온채널의 기능 발견한 공로로 노벨 생리학·의학상을 받았다.
괴팅겐 게오르크 아우구스트 대학교의 명예교수이며 현재 괴팅겐에 위치한 막스플랑크 화학 연구소에서 일하고 있다.

## 수상 경력
- 1986년 : 루이자 그로스 호르위츠상
- 1987년 : 고트프리트 빌헬름 라이프니츠상
- 1989년 : 가드너 국제상
- 1991년 : 노벨 생리학·의학상

## 회원
- 1994년 : 왕립학회 외국인 회원[1]

## 참고 도서 목록
- Schoenfeld, Robert L (January 2006). 《Exploring the Nervous System: With Electronic Tools, an Institutional Base, a Network of Scientists》. Universal-Publishers. ISBN 978-1-58112-461-3.